# Chuột nâu
Chuột nâu, tên khoa học Rattus norvegicus, là một trong những loài chuột cống phổ biến nhất và được biết đến nhiều nhất. Được John Berkenhout mô tả năm 1769, chuột nâu là một trong những loài chuột lớn nhất, nó có màu nâu hoặc màu xám với chiều dài cơ thể 25 cm, và một cái đuôi dài tương tự, con đực nặng trung bình 350 g còn con cái nặng 250 g. Được cho là loài có nguồn gốc ở miền bắc Trung Quốc, loài động vật gặm nhấm này đã lan sang tất cả các châu lục ngoại trừ Nam Cực, và là loài chuột thống trị ở châu Âu và Bắc Mỹ làm cho nó là động vật có vú thành công thứ nhì trên thế giới chỉ sau con người. Thật vậy, với hiếm có trường hợp ngoại lệ, hầu như toàn bộ các loài chuột nâu sống ở bất cứ nơi nào con người sống, đặc biệt là ở các khu vực đô thị.
Việc sinh sản chọn lọc nhóm loài chuột nâu phổ biến nhất Rattus norvegicus đã tạo ra loài chuột thí nghiệm, một mô hình một sinh vật quan trọng trong nghiên cứu sinh học, cũng như con chuột làm con vật cưng.

## Hình ảnh

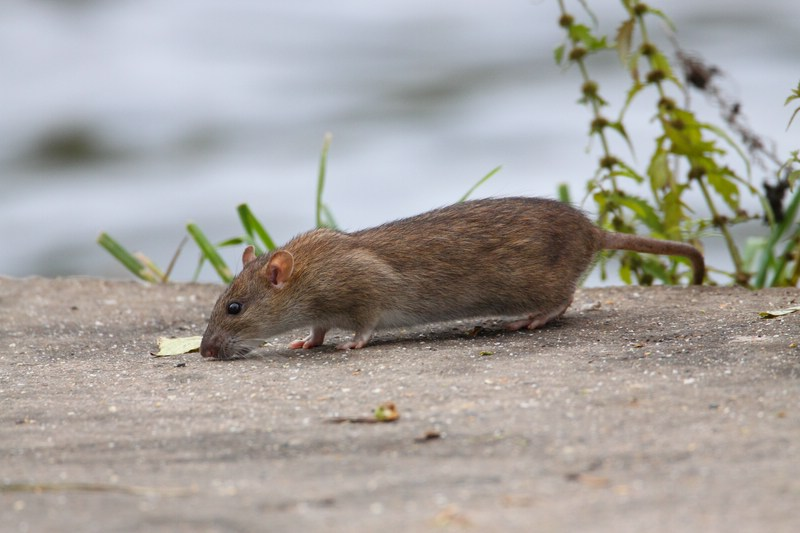
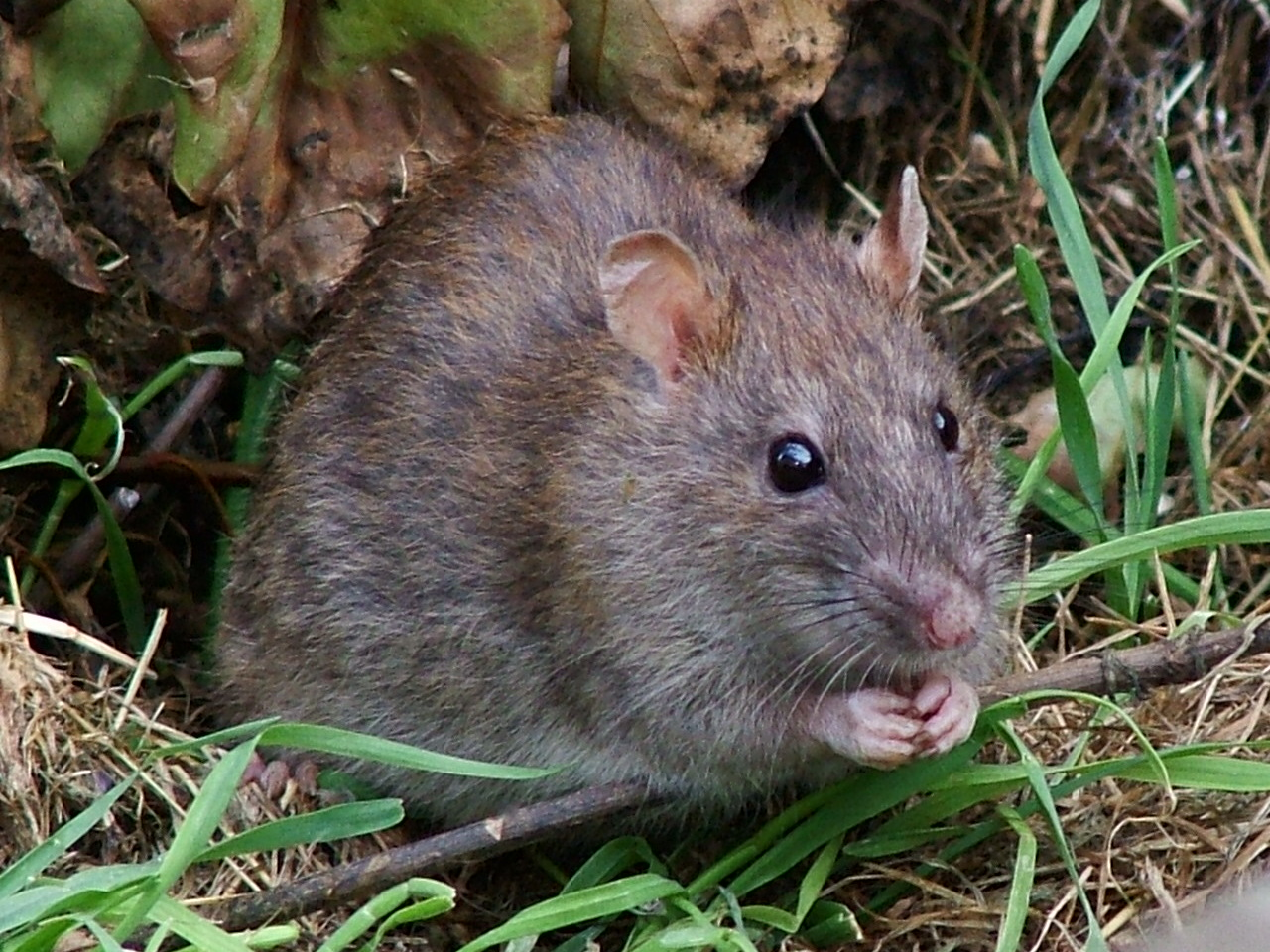
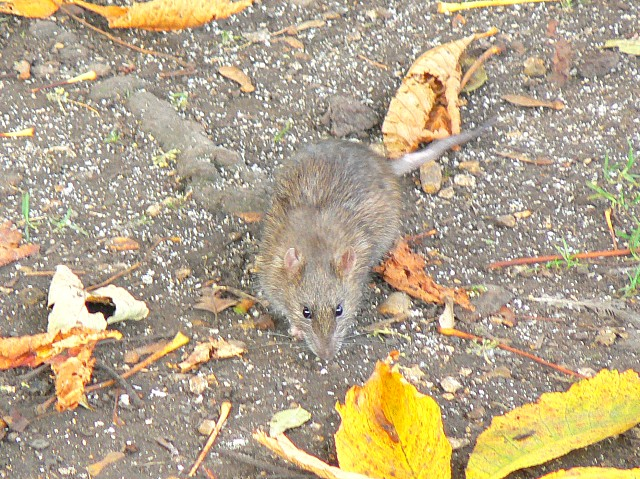
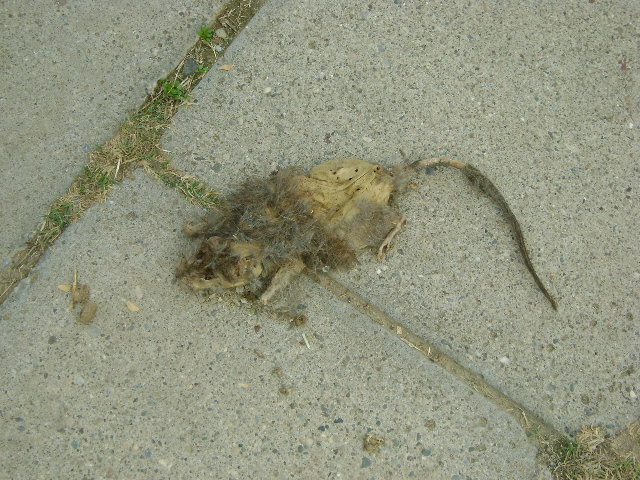